# Marcello Malpighi
Marcello Malpighi (10. března 1628 – 30. listopadu 1694) byl italský lékař a přírodovědec. Položil základy histologie.

## Život
Malpighi se narodil v Crevalcore v Itálii a v 17 letech vstoupil na Boloňskou univerzitu, kde studoval filozofii a lékařství. Po studiích pracoval na univerzitě a brzy začal odborně publikovat, a to zejména v periodiku Královské společnosti.

## Výzkum

Opera omnia, 1687

Malpighi byl ve své době přívržencem nového vědeckého vidění světa a stavěl se proti některým lékařským paradigmatům své doby, která mnohdy přetrvávala z antiky. Mnoho svých objevů učinil s pomocí mikroskopu, ukázal cestu oborům, jako je botanika, embryologie, anatomie člověka a patologie.
Objevil například glomeruly v ledvinách (malpigická tělíska), malpighické trubice, kožní papily, chuťové pohárky a žlázové složky jater. Z botaniky zkoumal například průduchy.